# Saint-Pierre-du-Perray
Saint-Pierre-du-Perray – miejscowość i gmina we Francji, w regionie Île-de-France, w departamencie Essonne.
Według danych na rok 1990 gminę zamieszkiwały 3342 osoby, a gęstość zaludnienia wynosiła 288 osób/km² (wśród 1287 gmin regionu Île-de-France Saint-Pierre-du-Perray plasuje się na 390. miejscu pod względem liczby ludności, natomiast pod względem powierzchni na miejscu 297.).